# Kanton Sarreguemines
Sarreguemines is een kanton van het Franse departement Moselle. Het kanton maakt deel uit van het arrondissement Sarreguemines.

## Geschiedenis
Het kanton omvatte tot 22 maart 2015 uitsluitend de gelijknamige gemeente. Op die dag werd het omringende kanton Sarreguemines-Campagne opgeheven en de gemeenten werden opgenomen in het kanton Sarreguemines, behalve de gemeenten Grundviller, Guebenhouse, Loupershouse en Woustviller, die werden overgeheveld naar het kanton Sarralbe. De gemeente Willerwald werd daarentegen van kanton Sarralbe afgescheiden en bij het kanton Sarreguemines gevoegd net als de gemeente Kalhausen van het kanton Rohrbach-lès-Bitche. Door deze aanpassingen kwam het totale aantal gemeenten in het kanton op 20.

## Samenstelling
Het kanton omvat de volgende gemeenten:
- Bliesbruck
- Blies-Ébersing
- Blies-Guersviller
- Frauenberg
- Grosbliederstroff
- Hambach
- Hundling
- Ippling
- Kalhausen
- Lixing-lès-Rouhling
- Neufgrange
- Rémelfing
- Rouhling
- Sarreguemines
- Sarreinsming
- Wiesviller
- Willerwald
- Wittring
- Wœlfling-lès-Sarreguemines
- Zetting